# Зюков, Владислав Михайлович
Владислав Михайлович Зюков (род. 23 июля 1993, Брянск, Россия) — российский легкоатлет, специализирующийся в беге на 110 метров с барьерами. Призёр чемпионата России. Мастер спорта России.

## Биография
Начинал заниматься лёгкой атлетикой в брянской спортивной школе «Русь» под руководством Олега Митичева и Виктора Мишкина. Становился призёром региональных соревнований в барьерном беге среди юношей и юниоров.
Первого крупного успеха добился в 2014 году, когда выиграл командный чемпионат России в беге на 110 метров с барьерами с результатом 14,39. В 2016 году впервые в карьере вышел в финал национального чемпионата, где финишировал седьмым (14,18).
В 2017 году в предварительном забеге чемпионата России установил личный рекорд (13,99), а в финале пришёл к финишу третьим, показав результат 14,06.

## Основные результаты

### Национальные
| Год  | Турнир                       | Место проведения  | Дисциплина | Место       | Результат |
| ---- | ---------------------------- | ----------------- | ---------- | ----------- | --------- |
| 2013 | Чемпионат России в помещении | Москва, Россия    | 60 м с/б   | 21-е (заб.) | 8,38      |
| 2014 | Чемпионат России в помещении | Москва, Россия    | 60 м с/б   | 9-е (1/2)   | 8,10      |
| 2015 | Чемпионат России в помещении | Москва, Россия    | 60 м с/б   | 16-е (1/2)  | 8,27      |
| 2016 | Чемпионат России в помещении | Москва, Россия    | 60 м с/б   | 11-е (1/2)  | 8,06      |
| 2016 | Чемпионат России             | Чебоксары, Россия | 110 м с/б  | 7-е         | 14,18     |
| 2017 | Чемпионат России в помещении | Москва, Россия    | 60 м с/б   | 5-е         | 7,99      |
| 2017 | Чемпионат России             | Жуковский, Россия | 110 м с/б  | 3-е         | 14,06     |
| 2018 | Чемпионат России в помещении | Москва, Россия    | 60 м с/б   | —           | DQ        |
| 2018 | Чемпионат России             | Казань, Россия    | 110 м с/б  | 4-е         | 14,00     |